# Vernonia lainzii
Vernonia lainzii là một loài thực vật có hoa trong họ Cúc. Loài này được S.Ortiz miêu tả khoa học đầu tiên năm 1999.